# Auguste Lorieux
Pour les autres membres de la famille, voir Famille Lorieux.
Auguste Julien Marie Lorieux, né au Croisic le 14 décembre 1796 (ou 1797) et mort à Eaux-Bonnes le 27 juillet 1842, est un jurisconsulte et homme de lettres français.

## Biographie
Auguste Julien Marie Lorieux est le fils de Bonaventure Ambroise Jean René Lorieux, sieur de la Mainguisserie, procureur de Saint-Nazaire et membre du district de Guérande en 1790, et de Julienne David de Drézigué, sœur du maire du Croisic René David de Drézigué, député aux États de Bretagne et fusillé comme royaliste en 1793 par les républicains. Son frère, Théodore Lorieux (1800-1866), sera inspecteur général des Mines et des Carrières.
Après avoir suivi ses études à Nantes, où il remporta les premiers prix, il suivit son droit à Rennes. Nommé substitut du procureur du roi en 1823, il démissionna de la magistrature par loyauté après la révolution de juillet 1830. Il s'inscrivit comme avocat au barreau de Nantes et s'occupa de travaux littéraires et historiques. Lorieux retourna dans la magistrature 1837 comme substitut du procureur du roi à Nantes, puis comme juge en 1840.
Il est l'un des directeurs de la Caisse d'épargne de Nantes en 1838.
Lorieux est membre de la Société académique de Nantes et de Loire-Atlantique.

## Ouvrages
- Le Spectre barbier, conte imité de l'anglais (1824)
- Les Humoristes, ou le Château de Bracebridge, par Washington Irving, traduit de l'anglais par Gustave Grandpré... (sous le pseudonyme de Gustave Grandpré, 1826)
- Promenade au Croisic : suivie d'Iseul et Almanzor, ou la Grotte à Madame : poème (sous le pseudonyme de Gustave Grandpré, 1828)
- Promenade au Croisic : Pays nantais, presqu'île guérandaise, Brière (sous le pseudonyme de Gustave Grandpré, 1828, 2010)
- Précis historiques des événemens de l'année 1832. Par un ancien magistrat (1833)
- Histoire du régne et de la chute de Charles X: précédée de considérations générales sur les révolutions comparées de France et d'Angleterre en 1688 et 1830 (1834)
- Avis aux propriétaires. Des droits de l'administration sur les arbres plantés le long des grandes routes (1836)
- Du Pavage dans les villes : examen de la question de savoir si l'établissement et l'entretien du pavé dans les villes est une dépense communale ou s'il doit demeurer à la charge des particuliers ? (1836)
- Le nouvel anacharsis français ou promenades dans diverses contrées de la France: suivi d'une histoire agrégée de l'abbaye de la Trappe (sous le pseudonyme de Gustave Grandpré, 1836)
- Des votes négatifs en matière d'élection (1838)
- Traité de la prérogative royale en France et en Angleterre: suivi d'un essai sur le pouvoir des rois à Lacédémone (2 volumes, 1840)
- Mémoire sur les sels (1840)
- Des corps représentatifs du commerce à Nantes (1840)
- Du Partage des landes en Bretagne... (1840)
- Excursion dans les Pyrénées (1840)
- Exposé des institutions politiques, judiciaires, administratives et financières de l'Angleterre.